# غاري روغيرز
غاري روغيرز (بالإنجليزية: Gary Rogers)‏ (25 سبتمبر 1981 في جمهورية أيرلندا - ) هو لاعب كرة قدم أيرلندي في مركز حراسة المرمى. لعب مع باتريك أتلتيك ودرودا يونايتد ونادي دوندالك ونادي سليغو روفرز ونادي شيلبورن وDublin City F.C. ‏ ونادي غالواي ‏ ودوري أيرلندا الحادي عشر ‏ وBray Wanderers F.C. ‏ وغالواي يونايتد ‏ وSt Francis F.C. ‏.

## روابط خارجية
- غاري روغيرز على موقع قاعدة بيانات كرة القدم.إي يو (الإنجليزية)
- غاري روغيرز على موقع Soccerway.com (الإنجليزية)
- غاري روغيرز على موقع AS.com (الإسبانية)